# گذرگاه مرزی میلک

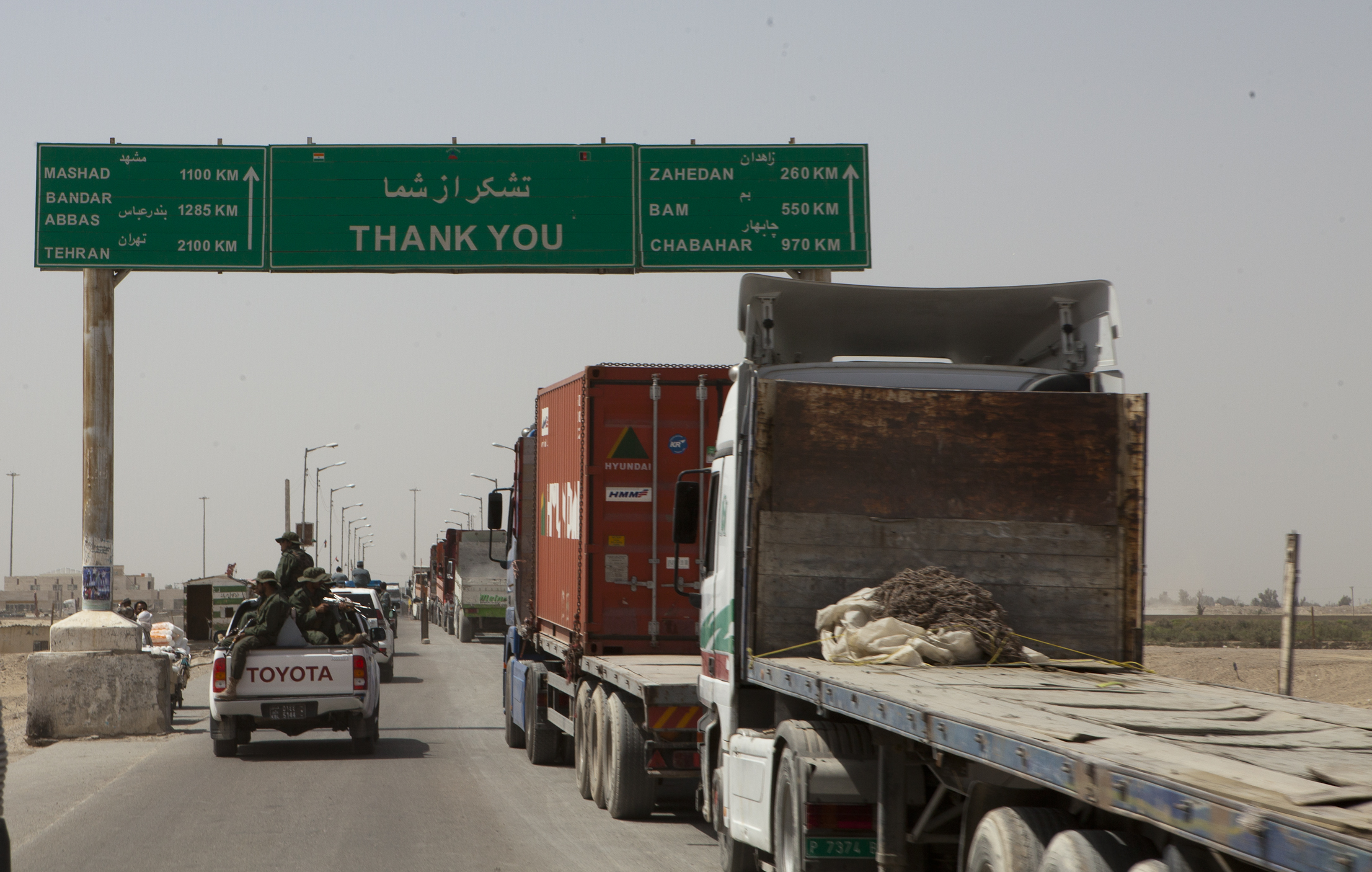
مرز ایران و افغانستان در میلک/زرنج.

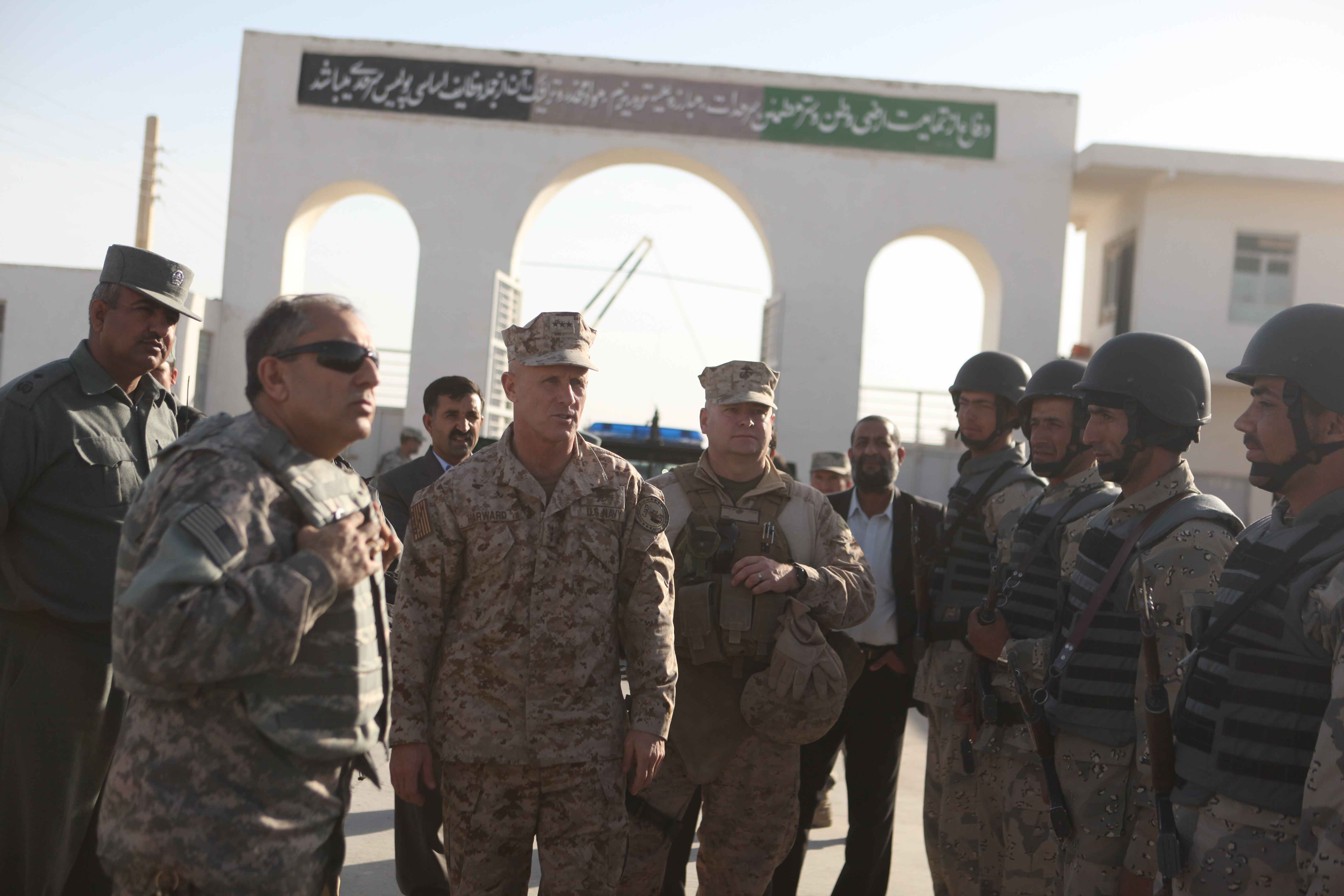
حضور ارتشیان آمریکایی در گذرگاه مرزی زرنج به ایران، پیش از سقوط سال ۱۴۰۰ دولت افغانستان.

گذرگاه مرزی میلَک از گذرگاه‌های مهم مرزی بین ایران و افغانستان است. این گذرگاه بخشی از منطقه آزاد تجاری-صنعتی سیستان و در محدوده شهرستان هیرمند ایران، در فاصله ۲۶۱ کیلومتری شمال زاهدان، در جوار رودخانه مرزی مشترک پریان و نزدیکی شهر زرنج مرکز ولایت نیمروز افغانستان قرار دارد.
گذرگاه مرزی میلک به عنوان بخشی از منطقه آزاد است و کد پایانه مرزی میلک به عنوان کد منطقه آزاد سیستان تغییر نام پیدا کرد و در اختیار گمرک ایران و منطقه آزاد سیستان قرار گرفت
پایانه مرزی میلک در سال ۱۳۸۴ خورشیدی در زمینی به مساحت ۱۲٫۵ هکتار، با هدف توسعه حمل مسافر و ترانزیت کالا در جنوب شرق ایران و گسترش دادوستد منطقه‌ای، سیاسی، اقتصادی، اجتماعی و فرهنگی ایجاد شد.
از جمله کالاهای صادراتی بازارچه‌های این پایانه از ایران به افغانستان می‌توان به مواد غذایی، مصنوعات پلاستیکی، فرش ماشینی، سیمان، پوشاک و لوازم بهداشتی، سیب‌زمینی، گوجه‌فرنگی، پمپ آب، کنسرو لوبیا، کولر آبی، نمک، کلمن آب و قیر و زغال‌سنگ اشاره کرد.
در جوار بازارچه مرزی میلک، همچنین پل ابریشم ساخته شد و مجوز راه‌اندازی پل دوم آن نیز در حال اخذ است.

## پل ابریشم

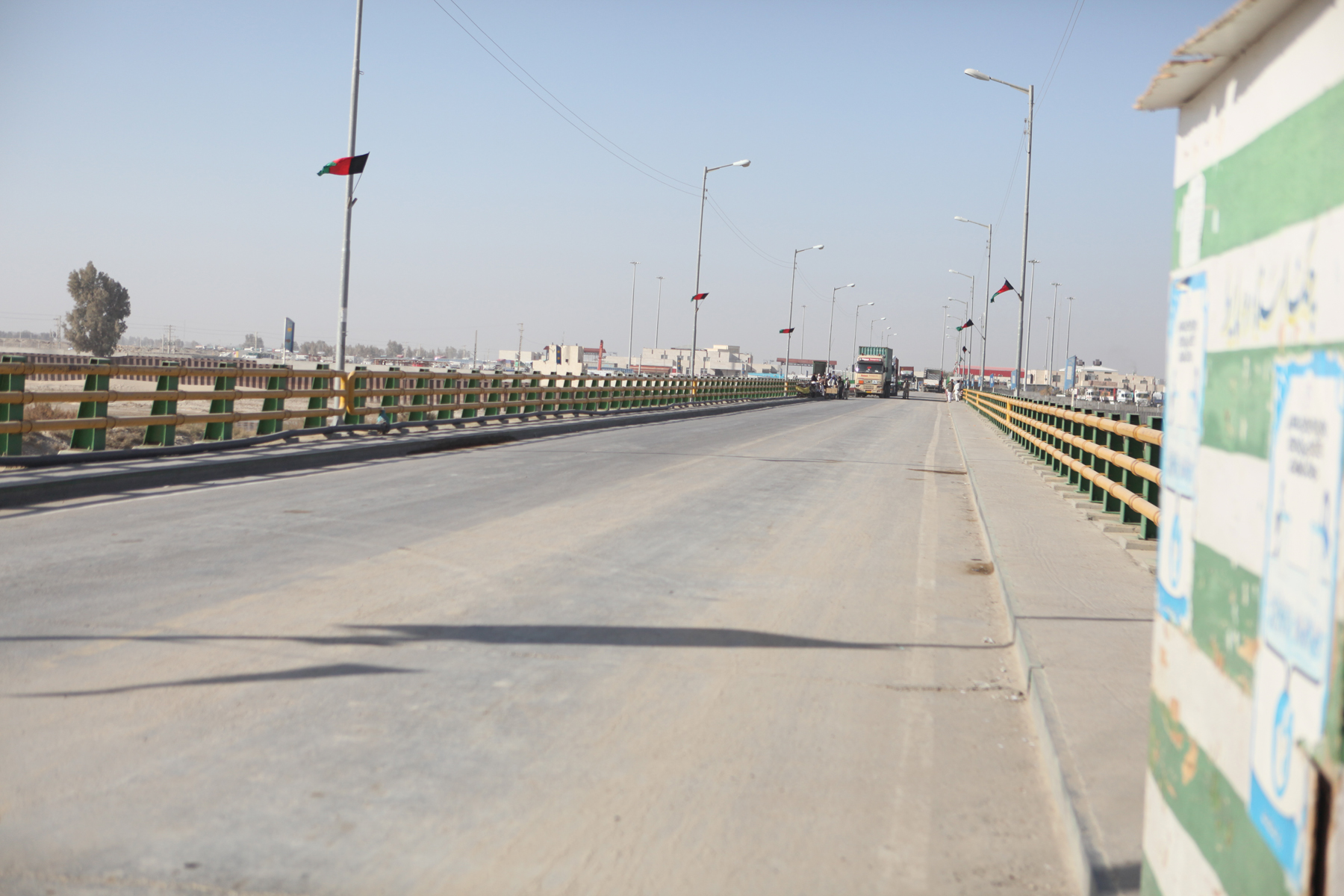
پل ابریشم.

پل ابریشم تنها راه ارتباطی شهر زرنج افغانستان با مرز میلک ایران است و نیمی از این پل قلمرو ایران و نیمی از آن قلمرو افغانستان به‌شمار می‌آید. پل بزرگ ابریشم بر روی رودخانه هیرمند در مجاورت روستای میلک قرار دارد و این پل از گذرگاه‌های مهم مرزی ایران و افغانستان است.
پل ابریشم در مرز میلک زابل بین ایران و افغانستان با ۳۲۰ متر طول، ۱۲ متر عرض و ۱۶ دهانه ۲۰ متری با اعتباری معادل ۲۲ میلیارد ریال توسط مهندسان ایرانی احداث شد. عملیات اجرایی احداث این پل در سال ۱۳۸۱ آغاز شد و در پاییز ۱۳۸۳ افتتاح شد.
طی ماه‌های پس از تسلط دوباره گروه طالبان بر افغانستان در سال ۱۴۰۰ خورشیدی صدها هزار از شهروندان افغان از مرز زرنج و پل ابریشم به‌طور غیرقانونی وارد ایران شدند که بسیاری از آن‌ها از سوی مأموران ایرانی بازگردانده شدند. بیشتر این افراد بازگردانده‌شده از ایران ناچار شدند از پل مرزی موسوم به «پل ابریشم» عبور کنند و شرایط ترافیکی و اقلیمی این منطقه مرزی در گزارش‌ها بد و وخیم توصیف شد.
احداث پل دوم «میلک-ابریشم» روی رودخانهٔ هیرمند در جریان است.